# Дългопръст брегобегач
Дългопръст брегобегач (Calidris subminuta) е вид птица от семейство Бекасови (Scolopacidae).

## Разпространение и местообитание
Разпространен е в Австралия, Бангладеш, Бруней, Виетнам, Гуам, Източен Тимор, Индия, Индонезия, Казахстан, Камбоджа, Киргизстан, Китай, Лаос, Малайзия, Мианмар, Микронезия, Монголия, Непал, Обединените арабски емирства, Оман, Остров Рождество, Палау, Папуа Нова Гвинея, Русия, САЩ, Северна Корея, Северни Мариански острови, Сингапур, Тайланд, Филипините, Хонконг, Шри Ланка, Южна Корея и Япония.